# 証券時報
証券時報は、中国の3大証券新聞の一社である。本社は深圳市。

## 概要
政府官報や監督官庁である中国証監会（＝証券取引等監視委員会）、中国銀行監（銀行監督委員会）、中国保監会（保険監督委員会）などの公的通達や公告などの掲載を行える指定新聞3社の1社（他の2紙は中国証券報、上海証券報であり、新華社通信社グループに属している）として公に認められる経済紙。政策内容に関する報道に関しては特に信憑性が高い。
中国改革開放政策の最前線であった深圳で1993年市場情報を伝える民間新聞として発行されるが、1997年には中国最高峰権威メディアである人民日報に買収され、現在は人民日報社の主幹として編集を行っている。
日本国内では人民日報は中国共産党の機関紙であったことから、御用新聞とみなされがちであるが、体制批判も行う言論の独立性を持ちえている。また、改革開放路線のもと、各国営メディアは市場経済（自由経済）の波にのり人民日報本誌以外はほとんどが民間企業として、市場経済での展開を追求する商業メディアになっている。
経済新聞としての同紙は人民日報グループであることも手伝い、調査力、記事の信用性、取材力で知られる。また、中国内の駐在員支局は22を超え、ほとんどの省を網羅している。採用される社員も高い教育レベルの学位取得者が多く、市場のみならず、様々な情報を収集する能力を備えている。
発刊の地や編集の地が深圳であることから深圳の新聞と間違えられることがあるが、市場経済情報は全国を網羅しており、人民日報が北京に存在することからも北京に対して強いコネクションを保持している全国紙という見方が正しい。2009年現在、日本国内に唯一、総代表処を持っている中国の経済紙でもある。
近年は新聞のみならず、インターネットにも進出。
テレビ番組である「電視証券討論」IRサービスとしての財務関公、投資顧問業など多角的なメディア展開を行っている。